# 毀滅坎達諾斯村

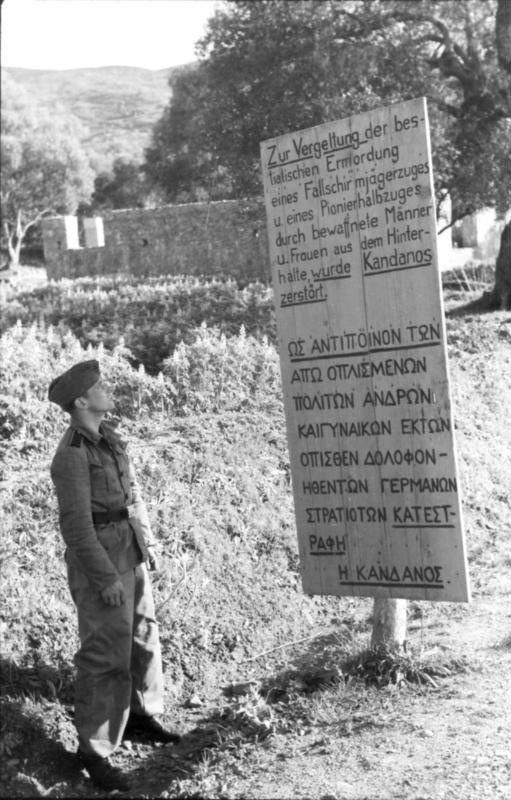
屠村後，一名站在告示牌前的納粹德軍士兵
告示牌上寫道：「坎達諾斯村因武裝男女對一整排空降獵兵士兵與半排的軍事工程師禽獸般的伏擊與殺害之故而受報應並被毀滅。」

毀滅坎達諾斯村（希臘語：Καταστροφή της Καντάνου）指的是第二次世界大戰期間1941年6月3日時納粹占領軍完全摧毀希臘克里特島西部的坎達諾斯村並屠殺該村180名村民的暴行。
這場屠殺由大將庫爾特·斯圖登特下令，其目的是報復克里特島村民對克里特島戰役的參與，而島民的參與使得德軍的進展推遲了兩天。對坎達諾斯村的毀滅，是二戰時期軸心國在德據時代的克里特島上的戰爭暴行中最為惡劣的其中一項。

## 背景

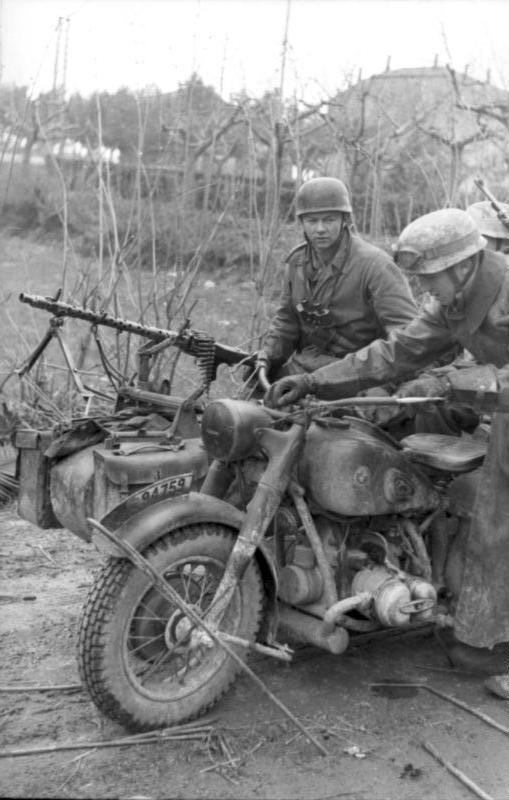
有邊車的BMW R75機車與MG34通用機槍。

### 島民的抵抗
克里特島戰役於1941年5月20日以旨在佔領島上戰略要點的大規模空降開始。坎達諾斯村位於從北岸哈尼亞通往南邊帕莱奥霍拉的路上，而帕莱奥霍拉是盟軍從北非派遣的增援的潛在登陸地點。
在攻擊開始的最初幾天，坎達諾斯村就受到轟炸，而一小隻騎著旁邊裝有載著MG34通用機槍的邊車的摩托車的機動化納粹德國行動小組在1941年5月23日嘗試深入，其目標是抵達並確保對帕莱奥霍拉的佔領。次日，當地人開始聚集在坎達諾斯峡谷中並對試圖前進的納粹德軍第55摩托車營與第95反坦克營組成的第五山地師士兵展開伏擊。然而盡管有5月24日及25日的強烈抵抗，並使得德軍受到一些損失，但德軍人數遠遠超過當地人，並迫使當地人逃到山中，而這使得德軍得以前進至帕莱奥霍拉。

### 抵抗的後果
在克里特島戰役中，德軍入侵者蒙受巨大的損失，來自當地民眾、前所未有的抵抗，使得傳統上認為只有專業軍人才參與戰鬥的傳統普魯士觀點受到挑戰。即使在戰役結束前，誇大的流言就已開始流傳，這些誇大的流言將空降獵兵的高傷亡率歸咎於克里特島人的虐待與殘殺。
由於之後在整個克里特島只能發現少量被支解殘殺的遺體、而這些遺體多半是在死後才被支解的之故，這些故事在之後被證實是不實謠言；然而作為上述流言的結果，以及出於屠殺幾個村莊以威嚇當地百姓的需要，臨時指揮官庫爾特·斯圖登特將軍在克里特島於5月31日投降後，就馬上下令發起一波對島民的報復行動。這報復行動展開迅速、由受到島民攻擊的同一支部隊展開，並跳過了一切審判或程序。

## 屠村

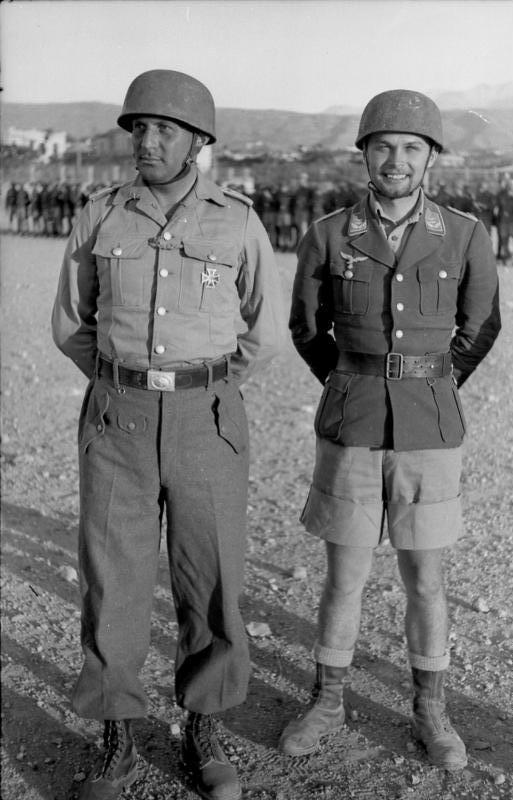
照片中左方人物為華爾特‧葛利科（Walther Gericke）；右方人物為霍斯特·崔比斯（Horst Trebes），攝於1941年7月。

1941年6月3日，在處決數名孔多馬里村村民後次日，在斯圖登特的報復命令下，很可能由霍斯特·崔比斯（Horst Trebes）中尉指揮的納粹第1空降突擊旅第三營來到了坎達諾斯村，德軍在此屠殺了180名村民及所有的牲口，當地所有的房子都被焚毀。
弗洛里亚村及卡科佩特罗村（Kakopetro）等也遭逢相似的命運。屠村後，坎達諾斯村成了「死亡區域」，而剩餘的人口被禁止返回並重建該村，之後德軍豎起了以德語跟希臘語寫的告示，上寫道：「這裡是坎達諾斯村遺址，此地因村民殺害25名德軍士兵而受報應並被毀滅，這座村莊不得重建。」

## 事後

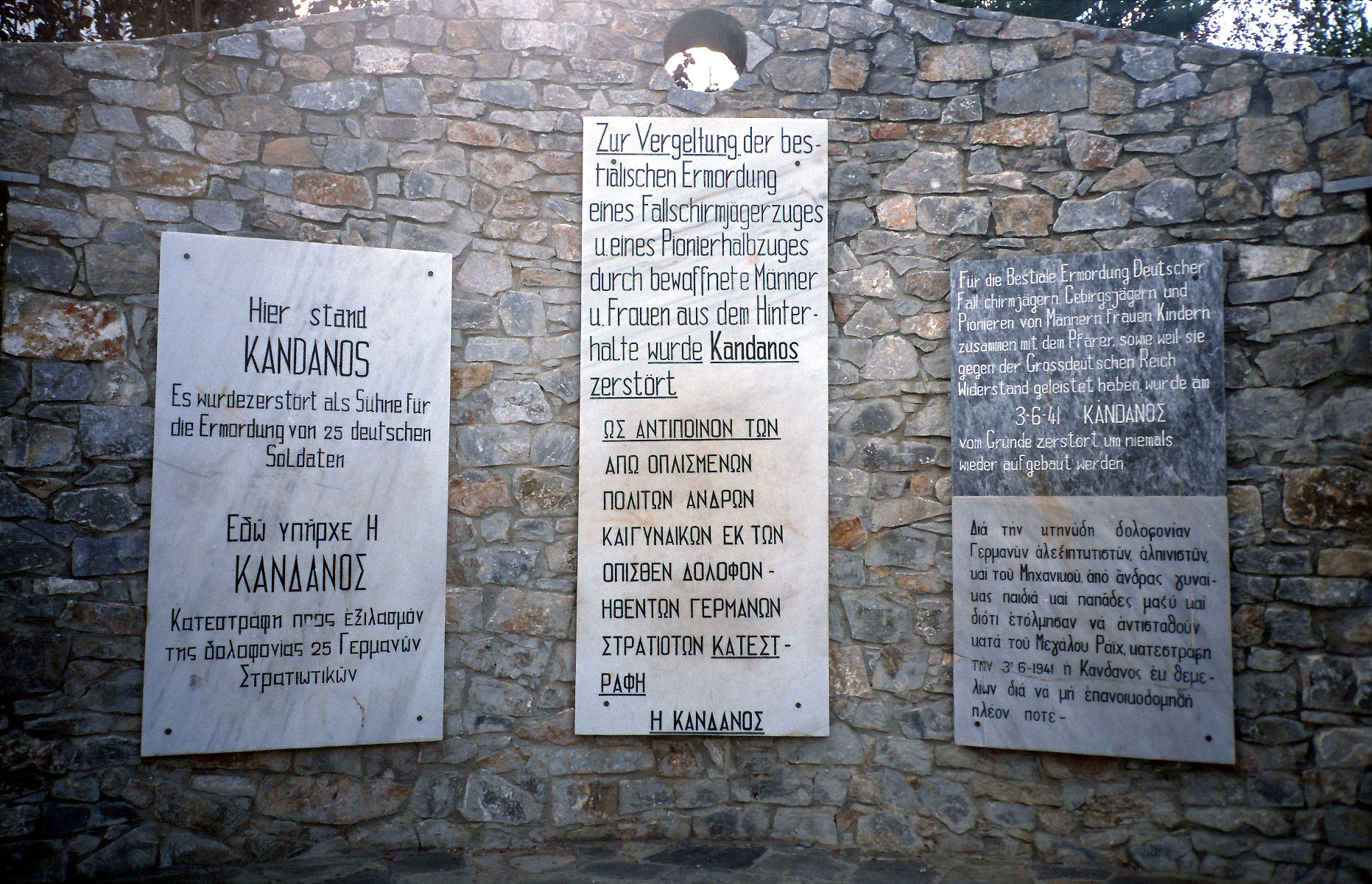
2000年的坎達諾斯村戰爭紀念碑。

第五山地師曾在克里特島投降後，在弗洛里亚村附近豎立對第95營陣亡士兵的紀念碑。
德國投降後，庫爾特·斯圖登特為英國所擒，之後於1947年5月，他在軍事法庭中被要求回答跟他的部隊在克里特島虐待與殺害戰俘與平民相關的問題；而希臘方面要求引渡斯圖登特的請求遭到拒絕，之後斯圖登特在八項對他的指控中，有三項獲判有罪，他因此被判處五年有期徒刑；但之後他在1948年因醫療理由而獲釋，之後對平民暴行相關的指控中，斯圖登特多少因紐西蘭第4步兵旅旅長林赛·梅里特·英格里斯的見證之故而獲判無罪。
今日，坎達諾斯村已重建，並成為同名市鎮的行政中心（2011年该市镇与其他市镇合并为坎达诺斯-塞利诺市镇）。作為對屠村的紀念，陰沉的德意志國防軍路標做為當地的戰爭紀念物的一部分展出。

## 註解
1. ↑  MacDonald, Callum. The Lost Battle: Crete 1941, The Free Press, 1993, ISBN 0029196256.
2. ↑  Mosier, John. Cross of Iron: The Rise and Fall of the German War Machine, NY: Henry Holt & Co., 2006; ISBN 0805083219.
3. ↑  .   [2023-01-24]. （原始内容存档于2021-12-24）.
4. ↑  Hill, Maria. Diggers and Greeks: The Australian Campaigns in Greece and Crete, UNSW Press, 2010; ISBN 1742230148.
5. ↑  Η μάχη στο φαράγγι της Καντάνου, Χανιώτικα Νέα onLine, 11 Ιουνίου 2008
6. 1 2 3  Beevor, Antony. Crete: The Battle and the Resistance, John Murray Ltd, 1991. Penguin Books, 1992.
7. ↑  Kiriakopoulos, G.C. The Nazi Occupation of Crete: 1941-1945, Praeger Publishers 1995; ISBN 0-275-95277-0.
8. ↑  Willingham, Matthew. Perilous Commitments: The Battle for Greece and Crete 1940-1941, Spellmount, 2005; ISBN 1-86227-236-0.
9. ↑  Stroud, R. Kidnap in Crete: The True Story of the Abduction of a Nazi General, Bloomsbury Pub., 2015; ISBN 9781632861948.
10. ↑  Antill, Peter D. Crete 1941: Germany's lightning airborne assault. Campaign series. Oxford; New York: Osprey Publishing, 2005. ISBN 978-1-84176-844-1.
11. ↑  Philip Chrysopoulos. . Greek Reporter.   [2022-03-10]. （原始内容存档于2021-06-04）.

## 外部連結
- Κάνδανος. 3 Ιουνίου 1941 的存檔，存档日期2014-02-11.
- 坎達諾斯村 （页面存档备份，存于）
- 弗洛里亚村紀念碑 （页面存档备份，存于）

35°19′39″N 23°44′27″E / 35.3274°N 23.7409°E